# Jully-lès-Buxy
Jully-lès-Buxy és un municipi francès, situat al departament de Saona i Loira i a la regió de Borgonya - Franc Comtat. L'any 2007 tenia 341 habitants.

## Demografia

### Població
El 2007 la població de fet de Jully-lès-Buxy era de 341 persones. Hi havia 132 famílies, de les quals 32 eren unipersonals (16 homes vivint sols i 16 dones vivint soles), 48 parelles sense fills, 48 parelles amb fills i 4 famílies monoparentals amb fills.
La població ha evolucionat segons el següent gràfic:
Habitants censats

### Habitatges
El 2007 hi havia 164 habitatges, 132 eren l'habitatge principal de la família, 26 eren segones residències i 6 estaven desocupats. 161 eren cases i 2 eren apartaments. Dels 132 habitatges principals, 114 estaven ocupats pels seus propietaris, 17 estaven llogats i ocupats pels llogaters i 1 estava cedit a títol gratuït; 3 tenien dues cambres, 17 en tenien tres, 38 en tenien quatre i 74 en tenien cinc o més. 104 habitatges disposaven pel capbaix d'una plaça de pàrquing. A 51 habitatges hi havia un automòbil i a 73 n'hi havia dos o més.

### Piràmide de població
La piràmide de població per edats i sexe el 2009 era:
| Homes | Edats   | Dones |
| ----- | ------- | ----- |
| 0     | 95 o +  | 0     |
| 0     | 90 a 94 | 0     |
| 0     | 85 a 89 | 0     |
| 4     | 80 a 84 | 0     |
| 4     | 75 a 79 | 8     |
| 0     | 70 a 74 | 4     |
| 8     | 65 a 69 | 12    |
| 8     | 60 a 64 | 4     |
| 0     | 55 a 59 | 0     |
| 8     | 50 a 54 | 12    |
| 17    | 45 a 49 | 17    |
| 8     | 40 a 44 | 12    |
| 16    | 35 a 39 | 20    |
| 16    | 30 a 34 | 8     |
| 16    | 25 a 29 | 8     |
| 8     | 20 a 24 | 4     |
| 0     | 15 a 19 | 4     |
| 0     | 10 a 14 | 12    |
| 4     | 5 a 9   | 20    |
| 4     | 0 a 4   | 20    |

## Economia
El 2007 la població en edat de treballar era de 211 persones, 158 eren actives i 53 eren inactives. De les 158 persones actives 150 estaven ocupades (79 homes i 71 dones) i 8 estaven aturades (2 homes i 6 dones). De les 53 persones inactives 22 estaven jubilades, 22 estaven estudiant i 9 estaven classificades com a «altres inactius».

### Ingressos
El 2009 a Jully-lès-Buxy hi havia 132 unitats fiscals que integraven 333 persones, la mediana anual d'ingressos fiscals per persona era de 20.231 €.

### Activitats econòmiques
Dels 11 establiments que hi havia el 2007, 1 era d'una empresa de construcció, 1 d'una empresa de transport, 2 d'empreses immobiliàries, 5 d'empreses de serveis i 2 d'entitats de l'administració pública.
Dels 3 establiments de servei als particulars que hi havia el 2009, 1 era un paleta, 1 guixaire pintor i 1 agència immobiliària.
L'any 2000 a Jully-lès-Buxy hi havia 19 explotacions agrícoles que ocupaven un total de 460 hectàrees.

## Equipaments sanitaris i escolars
El 2009 hi havia una escola elemental integrada dins d'un grup escolar amb les comunes properes formant una escola dispersa.

## Poblacions més properes
El següent diagrama mostra les poblacions més properes.